# Шинуайр
Шинуа́йр (арм. Շինուհայր) — село в Сюникской области (Армения).
Главой сельской общины является Смбат Еремян.

## География
Село расположено в 8 км к югу от города Гориса, в 1 км к западу от села Хот, в 2 км к северо-востоку от села Алидзор и в 3 км к северу от села Барцраван.

## История

### Досоветская эпоха
Точный возраст села неизвестен. В изученных на сегодняшний день письменных документах упоминается с X века. Однако само название села — Шинуайр («Отец поселений») — свидетельствует о том, что оно было одним из древнейших в Сюнике. Есть сведения о том, что сильное землетрясение XII века разрушило центральную церковь села, возведенную на месте прежней, построенной в IV-V веках. После землетрясения церковь восстановили, и она до сих пор сохранилась на территории Старого Шинуайра, в ущелье Воротана. Здесь же расположено кладбище с множеством древних надгробий, среди которых выделяется хачкар 3-метровой высоты (1261 год). В XVII-XVIII вв. здесь переписывались рукописи. 13 из них хранятся в Матенадаране. Часть оказалась в Берлине. Творцами рукописей были и обитательницы Девичьей пустыни Шинуайра, жившие отдельно от села на крутом берегу Воротана. Этот огороженный крепостной стеной комплекс ныне сохранился, как и имена отшельниц — Маргарит, Эгинэ, Рипсимэ. . . Всем известно имя вождя национально-освободительного восстания, охватившего Сюник и Арцах в начале XVIII века, — имя Давид Бека. Однако не все знают, что по ряду исторических свидетельств Давид Бек родом из Шинуайра, сын танутера Алихана. Отсюда он направился на службу к грузинскому царю, а потом, вернувшись, возглавил восстание. Шинуайр и шинуайрцы принимали активное участие в исторических событиях, разворачивающихся в Зангезуре в XIX и XX веках.

### Советская эпоха
Советский период был временем крутого подъема села и обретения нового качества жизни. По программе строительства Воротанского каскада гидростанций село в 60-е годы переместилось из глубокого ущелья наверх, где за 5 лет появились более 300 просторных домов, затем возвели здания новой школы, Дома культуры, больницы (на 50 коек), детсада, музыкальной школы, библиотеки, животноводческого комплекса на 1000 голов крупного рогатого скота. В 70-е годы вошел в строй завод резиновой обуви, на котором трудилось около 700 человек. В село провели газ.

### Постсоветский период
Завод резиновой обуви прекратил свою работу. Остро ощущается нехватка оросительной воды. В селе закрылся детсад, не действует больница. В планах гюхапета[кого?] Смбата Еремяна на перспективу — организация предприятий по переработке молока, фруктов (в селе много кизила, тута, инжира, винограда, яблок).

## Население
Согласно Кавказскому календарю на 1910 г., население села к 1908 г. составляло 1 945 человек, в основном армяне, а к 1911 г. — 1 955 человек, так же преимущественно армяне.

## Экономика
Проектируется самотечное орошение земель подкомандных насосным станциям Караундж—Шинуайр, Шинуайр—Алидзор. В селе действует завод полимерной обуви. В Шинуайре была сдана в эксплуатацию вторая линия воздушных высоковольтных линий электропередачи Агарак-Шинуайр.

## Достопримечательности
В селе расположена церковь Сурб Степанос (XVII век), средневековые пещерные поселения и хачкар (1261 год). Многочисленные пещерные жилища находились как в ущелье реки Воротан (близ сел Алидзор, Хот, Шинуайр), так и в ущельях его левых притоков. В центре села воздвигнут памятник погибшим в Гражданскую и Великую Отечественную войны. Перед ним поставлен крест в память о шинуайрцах, отдавших жизни в Первой карабахской войне. А чуть сзади, почти на одной линии перед школой — отныне воздвигнут бронзовый бюст.

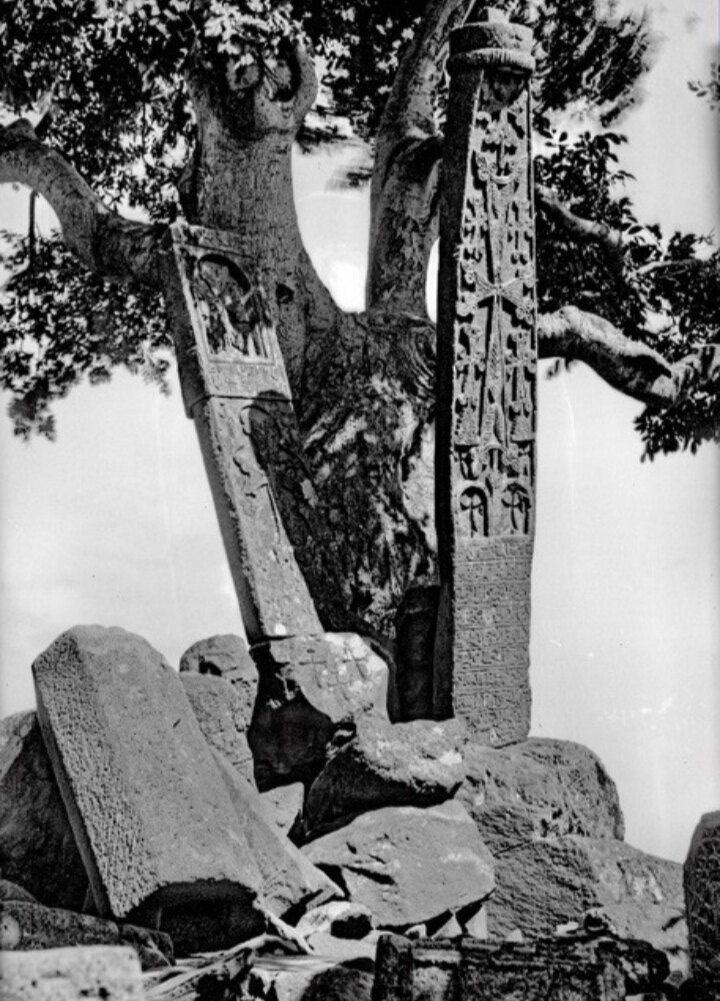
Хачкар 1261 года на кладбище «Хачер», фото начала XX века
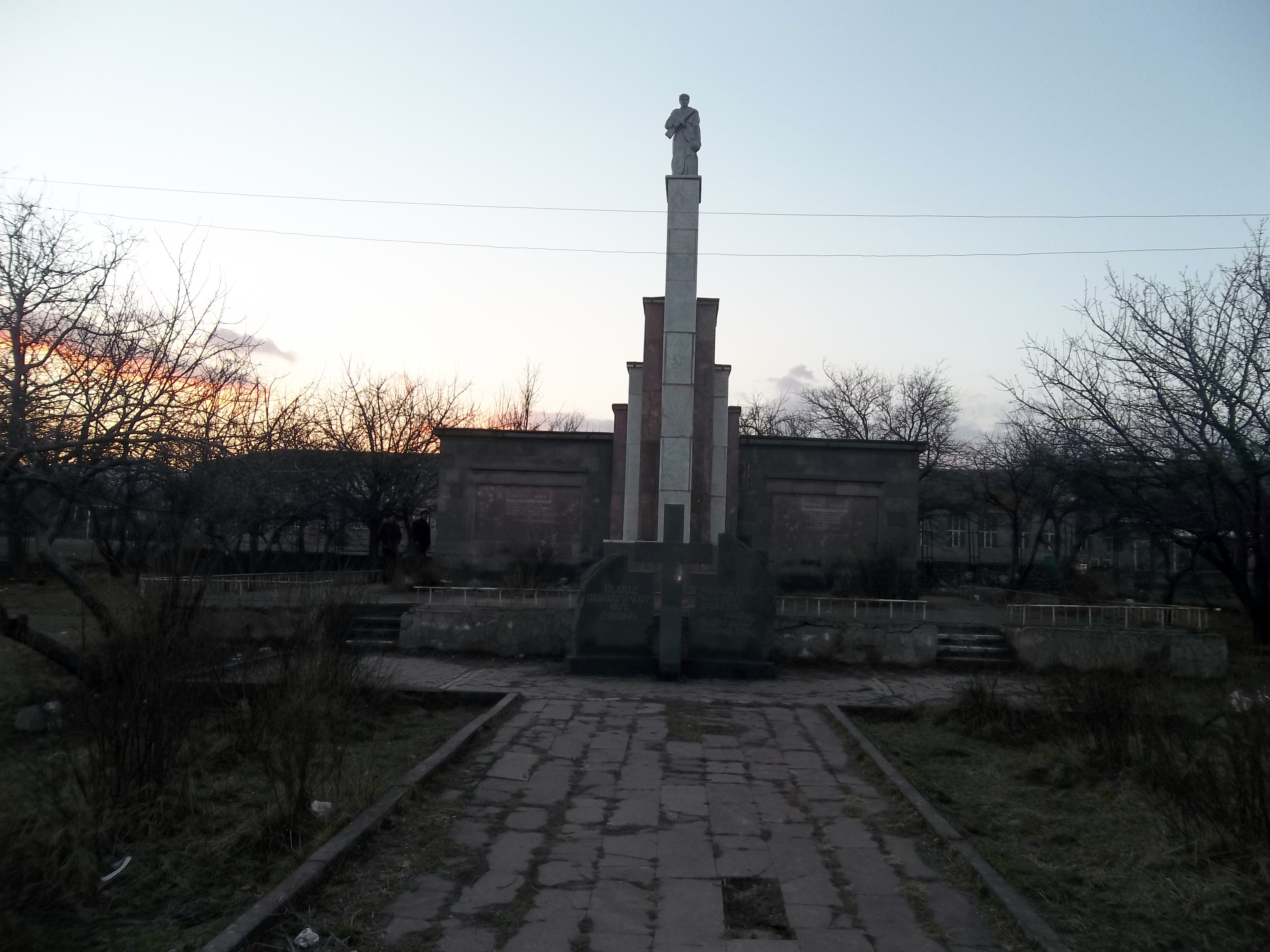
Памятник погибшим в ВОВ
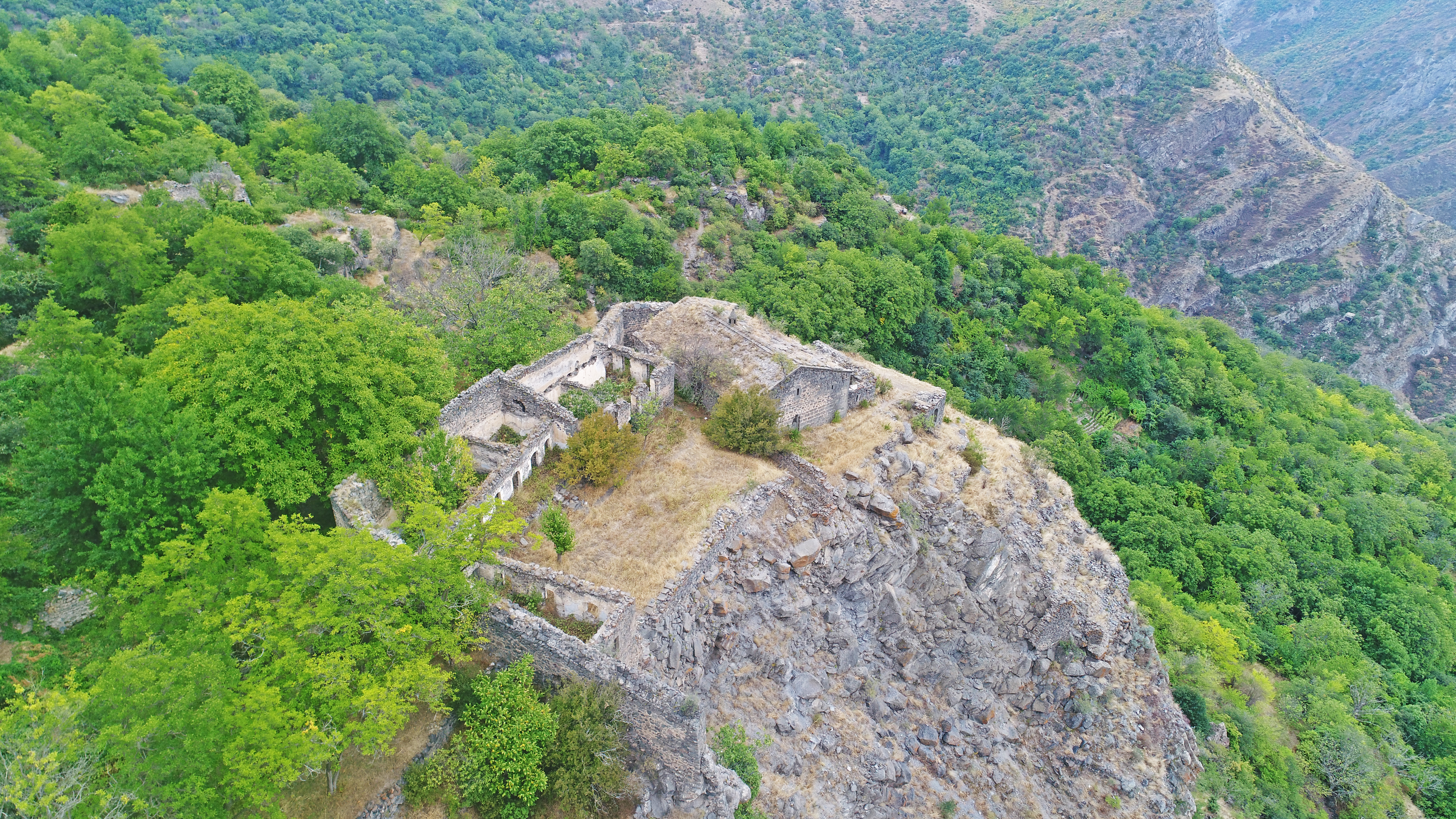
Пустынь
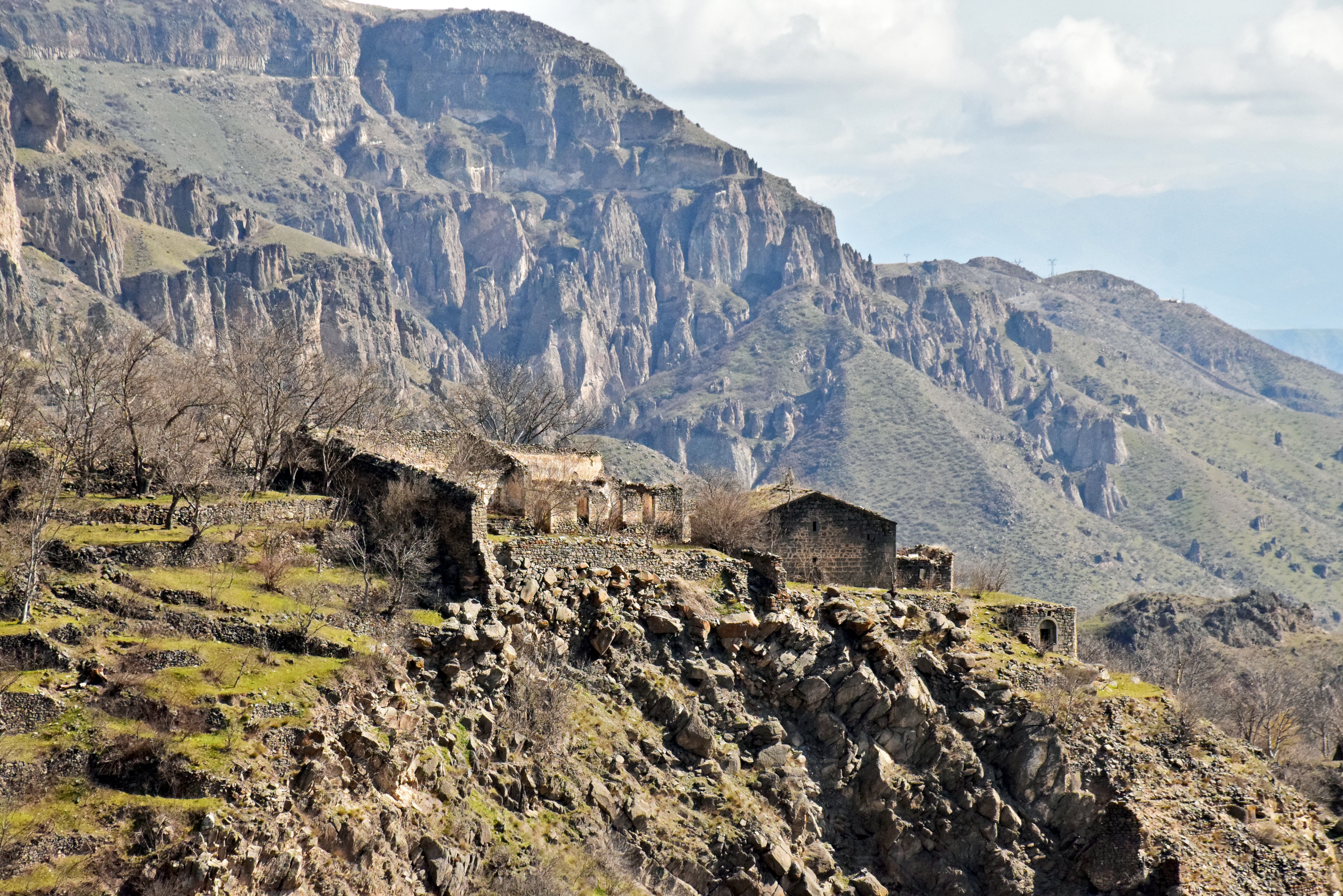
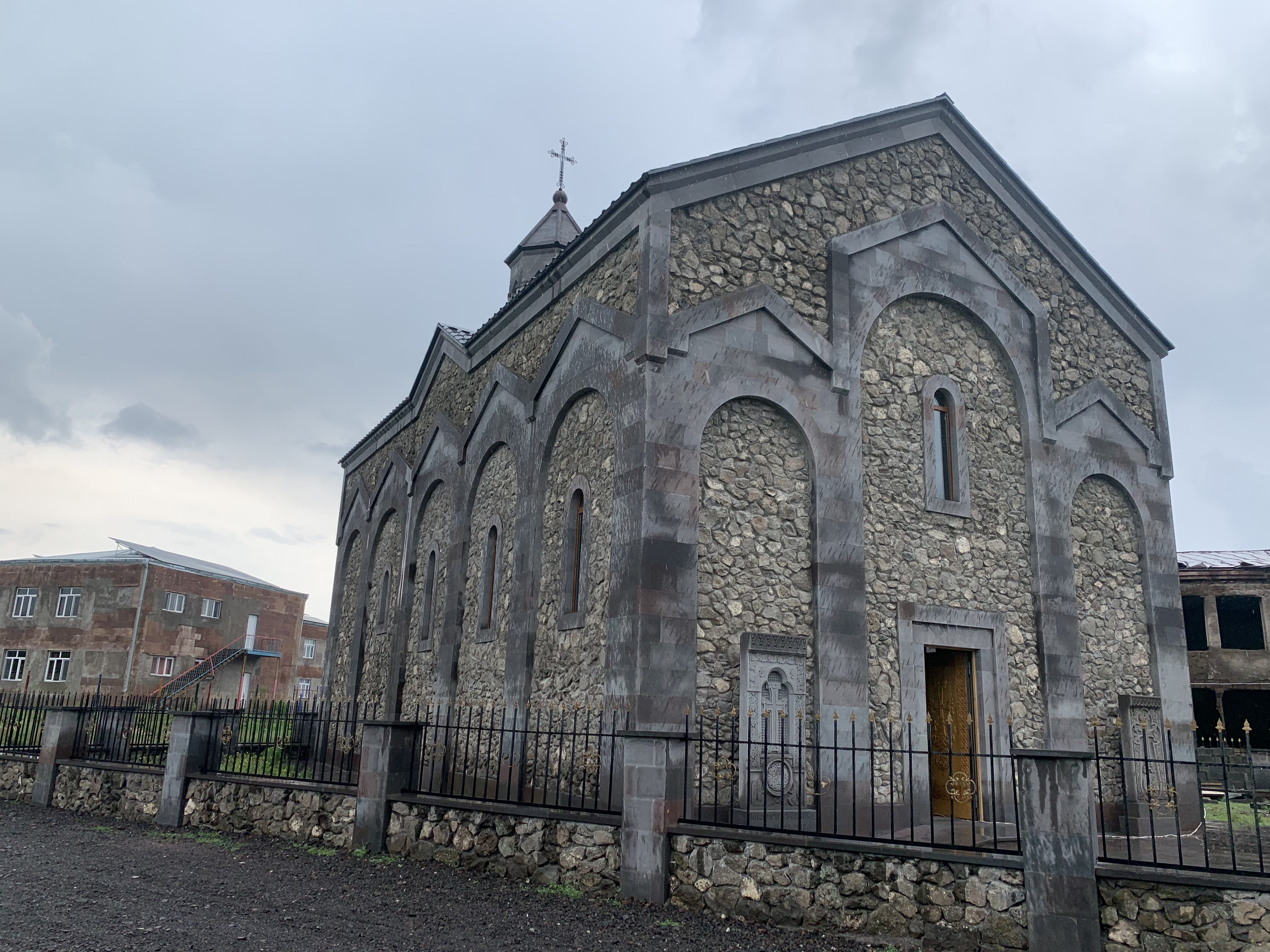
Церковь в селе

## Выдающиеся уроженцы
- Аршак Айрапетович Ширинян
- Товмасян, Сурен Акопович
- Иванян, Гурген Абелович[15][16]
- Барсегян, Хикар Акопович